# Horsehead (film, 2015)
Pour plus de détails, voir Fiche technique et Distribution.
Horsehead est un film d'épouvante fantastique français, réalisé en anglais par Romain Basset, sorti en 2015.

## Synopsis
Depuis son enfance, Jessica est hantée par des cauchemars récurrents dans lesquels elle est poursuivie par une mystérieuse créature à tête de cheval appelée Horsehead. Dans l’espoir de retrouver la paix, Jessica a entamé des études de psychophysiologie des rêves. 
À la suite du décès de sa grand-mère maternelle, Jessica est contrainte de retourner dans la maison familiale. A son arrivée, elle découvre que son aïeule défunte reposera dans la chambre mitoyenne de la sienne durant la veillée mortuaire. Après une première nuit agitée par un nouveau cauchemar, Jessica tombe subitement malade. Clouée au lit par une forte fièvre, la jeune femme décide d’utiliser son état léthargique pour expérimenter le rêve lucide et essayer ainsi de prendre le contrôle de ses cauchemars, une pratique dangereuse dont certains ne se remettent jamais. 
Jessica évolue alors dans son propre monde onirique, et commence une enquête afin de découvrir le mal qui les ronge, elle et sa famille, depuis des générations.

## Fiche technique
- Titre original : Horsehead
- Réalisation : Romain Basset
- Scénario : Romain Basset et Karim Chériguène
- Musique : Benjamin Shielden
- Photographie : Vincent Vieillard-Baron
- Montage : Frédéric Pons
- Producteur : Arnaud Grunberg et Jean-Michel Montanary
  - Coproducteur : Patrice Girod, Emmanuelle Touret et Olivier Piasentin
  - Producteur associé : Stéphane Chaput, André Kobtzeff, Matteo Lovadina, Emmanuel Pampuri, François Sapin et Cédric Tisserand
- Production : HorseHead Pictures et Starfix Productions
- Distribution : Tanzi Distribution et Artsploitation Films
- Pays d’origine :  France
- Langue originale : anglais
- Genre : film d'épouvante fantastique
- Durée : 89 minutes
- Dates de sortie :
  - France : 11 mars 2015
  - États-Unis : 23 juin 2015 (DVD et Blu-Ray)
- Interdit aux - de 12 ans avec avertissement

## Distribution
- Lilly-Fleur Pointeaux : Jessica
- Gala Besson : Rose
- Catriona MacColl : Catelyn
- Emmanuel Bonami : le cardinal
- Fu'ad Aït Aattou : Winston
- Murray Head : Jim
- Philippe Nahon : le prêtre
- Shane Woodward : le petit ami de Jessica
- Vernon Dobtcheff : George
- Joe Sheridan : le médecin